# Алиса (група)
Вижте пояснителната страница за други значения на Алиса.
„Алиса“ е пънк рок група в Санкт Петербург, Русия.
Основана е през 1983 г. от Святослав Задерий. Обявени са за най-влиятелната рок група в страната от читателите на вестникк „Комсомольская правда“.

## История
Алиса е основана през април 1983 от Святослав Задерий, пианистът Павел Кондратенко, китаристът Андрей Шаталин и барабанистът Михаил Нефьодов. През 1984 групата записва първият си албум – „Кривозеркалье“. Групата добива по-голяма популярност с изявите си в ленинградския рок клуб. Там са изпълнени и хитовете „Мое поколение“ и „Мы вместе“, чиито автор е новият вокалист Константин Кинчев. През 1985 на аудио касета е издаден вторият албум на Алиса – „Енергия“. Същата година се снимат във филма „Переступить черту“, участвайки като група „Бумажний змей“. През 1986 Константин Кинчев е в една от главните роли на филма „Взломщик“. Записи на Алиса са издадени в САЩ в сборния албум „Red Wave“, където присъстват песни на групите „Аквариум“, „Кино“ и „Странные игры“.
Следващата година излиза албумът „БлокАда“, който става основа за концертната програма за бандата. През лятото на 1988 Алиса изнасят концерт в Киевския дворец на спорта. В 1989 е записан албумът „Ст. 206 ч. 2“, който обаче е спрян поради цензурата в СССР. Албумът е преиздаден чак през 1994 година. След много усилия Алиса все пак издава албум. Той се казва „Шестой лесничий“. През 1992 Константин Кинчев приема православието. Оттогава групата започва да свири християнски рок. Също така е основан е фен-клуб, наречен „Армия Алиса“. През 1993 са самоубива китаристът Игор Чумичкин, а до края на 90-те Алиса издава още няколко албума. През 1996 „Moroz records“ издават най-добрите песни на Алиса като компилация, част от поредицата „Легенди на руския рок“.
От 2003 групата залага на по-тежката музика, започвайки от албума „Сейчас позднее, чем ты думаешь“. В края на 2003 Алиса е напусната от последните двама члена на оригиналния състав – Михаил Нефьодов и Андрей Шаталин. Следващите няколко албума са също записани в този стил, като групата екпериментира с ню метъл и индъстриъл метъл. На 25 септември 2011 Алиса издава седемнайсетият си албум „20.12“. През септември 2012 е издаден албумът „Саботаж“. По думите на вокалистът Константин Кинчев това ще е най-добрият албум на групата за 30-годишната ѝ история. През юни 2013 групата участва на рок фестивала в Каварна. През 2014 г. Алиса издават албума „Цирк“, в който се завръщат към оригиналното си пънк рок звучене.

## Албуми
- 1984 – Кривозеркалье
- 1985 – Энергия
- 1986 – Поколение Хикс
- 1987 – Блок ада
- 1989 – Шестой лесничий
- 1989 – Ст. 206 ч. 2
- 1991 – Шабаш
- 1993 – Для тех, кто свалился с Луны
- 1994 – Чёрная метка
- 1996 – Jazz
- 1997 – Дурень
- 2000 – Солнцеворот
- 2001 – Танцевать
- 2003 – Сейчас позднее, чем ты думаешь
- 2005 – Изгой
- 2007 – Стать Севера
- 2008 – Пульс хранителя дверей лабиринта
- 2010 – Ъ
- 2011 – 20.12
- 2012 – Саботаж
- 2014 – Цирк
- 2016 – Эксцесс
- 2019 – Посолонь
- 2022 – Дудка